# Рајан О’Рајли
Рајан О'Рајли (енгл. Ryan O'Reilly — Клинтон, 7. фебруар 1991) професионални је канадски хокејаш на леду који игра на позицијама централног нападача.
Члан је сениорске репрезентације Канаде за коју је на међународној сцени дебитовао на светском првенству 2012. године. Са Канађанима је освојио и две титуле светског првака, на СП 2015. и СП 2016. године.
Учествовао је на улазном НХЛ драфту 2009. када га је као 33. пика у другој рунди одабрала екипа Колорадо аваланча у чијим редовима је провео првих 6 НХЛ сезона. Током НХЛ локаута на почетку сезоне 2012/13. играо је за екипу Металурга из Магнитогорска у КХЛ лиги. Од јула 2015. игра за Буфало сејберсе.